# Калуђерово (Бела Црква)
Калуђерово је насеље у Србији у општини Бела Црква у Јужнобанатском округу. Према попису из 2022. било је 67 становника.
Калуђерово је погранично место и близу њега постоји истоимени гранични прелаз ка Румунији. Данас гранични прелаз (Калуђерово - Најдаш) има релативно мали промет јер се саобраћајна комуникација са Румунијом обавља на граничном прелазу Ватин код Вршца.

## Историја
Калуђерово се први пут помиње 1421. године, под називом Калугера и у својој историји, као и већина насеља Белоцркванске општине, често је мењало име.
- Године:
- 1481 — Калуђер
- 1723 —
- 1911 — мађ. Szölöshegu
- 1922 — Калуђерево

По предању, Калуђерово носи име по једном калуђеру који се овде посветио. С обзиром да је Калуђерово било насељено Србима, изузимајући кратак период у 18. веку, оно припада групи српских херских села.
Године 1481. год. помињу се насеља Калуђер и Лесковици у поседу породице де Парташ (de Pártás ). За време једног турског упада насеље је уништено.
Године 1723. основали су на томе месту Немци своју колонију Ребенсберг, која је ускоро добила парохију, којој је припадао и изшчезли Јабшаник. А 13. октобра 1735. год. уништио је пожар село у коме је остало само 15 кућа. У јесен исте године опет је село опустошено упадом Турака у село.
После 1740. године населили су се у Калуђерову Срби. И већ 1740. године насеље је имало 40 домова . Године 1752, ушло је у састав народне војске. Године 1760. подигнута је црква. Аустријски царски ревизор је константовао 1774. године да место "Регенберг" припада Јасеновачком округу, Новопаланачког дистрикта. Село има милитарски статус а становници су Власи. Године 1782, пописано је 575 православних становника, али се касније Калуђерово није
Развијало нормално, што би се дало закључити обзиром на чињеницу да је 1802. године било само 569 становника.
Године 1868, подигнута је нова црква а стара је преуређена у школу. Становништво се претежн бавипољопривредом.
- Популација кроз историју .

| Година     | 1869. | 1880. | 1890. | 1900. | 1910. | 1921. |
| Становника | 643   | 630   | 685   | 709   | 718   | 642   |
| Срба       | ?     | ?     | ?     | ?     | ?     | 628   |
| Румуна     | -     | ?     | ?     | ?     | ?     | 14    |
| Немаца     | -     | ?     | ?     | ?     | ?     | 7     |
| Мађара     | -     | ?     | ?     | ?     | ?     | нема  |
| Осталих    | -     | ?     | ?     | ?     | ?     | 0     |

## Демографија
У насељу Калуђерово живи 109 пунолетних становника, а просечна старост становништва износи 44,9 година (41,5 код мушкараца и 48,2 код жена). У насељу има 61 домаћинство, а просечан број чланова по домаћинству је 2,16.
Ово насеље је великим делом насељено Србима (према попису из 2002. године), а у последња три пописа, примећен је пад у броју становника.
|  |

| Демографија | Демографија | Демографија |
| Година      | Становника  | Становника  |
| ----------- | ----------- | ----------- |
| 1948.       | 435         |             |
| 1953.       | 410         |             |
| 1961.       | 348         |             |
| 1971.       | 249         |             |
| 1981.       | 200         |             |
| 1991.       | 170         | 167         |
| 2002.       | 132         | 136         |

| Етнички састав према попису из 2002.‍ | Етнички састав према попису из 2002.‍ | Етнички састав према попису из 2002.‍ | Етнички састав према попису из 2002.‍ | Етнички састав према попису из 2002.‍ |
| ------------------------------------ | ------------------------------------ | ------------------------------------ | ------------------------------------ | ------------------------------------ |
|                                      |                                      |                                      |                                      |                                      |
| Срби                                 | Срби                                 |                                      | 130                                  | 98,48%                               |
| Чеси                                 | Чеси                                 |                                      | 1                                    | 0,75%                                |
| Муслимани                            | Муслимани                            |                                      | 1                                    | 0,75%                                |
| непознато                            | непознато                            |                                      | 0                                    | 0,0%                                 |

| Година пописа     | 1948. | 1953. | 1961. | 1971. | 1981. | 1991. | 2002. |
| ----------------- | ----- | ----- | ----- | ----- | ----- | ----- | ----- |
| Број домаћинстава | 121   | 111   | 102   | 67    | 76    | 64    | 61    |

| Број чланова      | 1  | 2  | 3  | 4 | 5 | 6 | 7 | 8 | 9 | 10 и више | Просек |
| ----------------- | -- | -- | -- | - | - | - | - | - | - | --------- | ------ |
| Број домаћинстава | 21 | 21 | 11 | 6 | 1 | 0 | 1 | 0 | 0 | 0         | 2,16   |

| Пол    | Укупно | Неожењен/Неудата | Ожењен/Удата | Удовац/Удовица | Разведен/Разведена | Непознато |
| ------ | ------ | ---------------- | ------------ | -------------- | ------------------ | --------- |
| Мушки  | 53     | 8                | 35           | 6              | 4                  | 0         |
| Женски | 57     | 1                | 37           | 17             | 2                  | 0         |
| УКУПНО | 110    | 9                | 72           | 23             | 6                  | 0         |

| Пол    | Укупно                    | Пољопривреда, лов и шумарство | Рибарство                            | Вађење руде и камена | Прерађивачка индустрија       |
| ------ | ------------------------- | ----------------------------- | ------------------------------------ | -------------------- | ----------------------------- |
| Мушки  | 37                        | 33                            | 0                                    | 0                    | 0                             |
| Женски | 20                        | 17                            | 0                                    | 0                    | 0                             |
| УКУПНО | 57                        | 50                            | 0                                    | 0                    | 0                             |
| Пол    | Производња и снабдевање   | Грађевинарство                | Трговина                             | Хотели и ресторани   | Саобраћај, складиштење и везе |
| Мушки  | 0                         | 0                             | 1                                    | 2                    | 1                             |
| Женски | 0                         | 0                             | 1                                    | 0                    | 0                             |
| УКУПНО | 0                         | 0                             | 2                                    | 2                    | 1                             |
| Пол    | Финансијско посредовање   | Некретнине                    | Државна управа и одбрана             | Образовање           | Здравствени и социјални рад   |
| Мушки  | 0                         | 0                             | 0                                    | 0                    | 0                             |
| Женски | 0                         | 0                             | 0                                    | 1                    | 1                             |
| УКУПНО | 0                         | 0                             | 0                                    | 1                    | 1                             |
| Пол    | Остале услужне активности | Приватна домаћинства          | Екстериторијалне организације и тела | Непознато            | Непознато                     |
| Мушки  | 0                         | 0                             | 0                                    | 0                    | 0                             |
| Женски | 0                         | 0                             | 0                                    | 0                    | 0                             |
| УКУПНО | 0                         | 0                             | 0                                    | 0                    | 0                             |